# سكوت غولدستاين
سكوت غولدستاين (بالإنجليزية: Scott Goldstein)‏ هو مخرج أمريكي، ولد في 28 نوفمبر 1949 في نيويورك في الولايات المتحدة.

## وصلات خارجية
- سكوت غولدستاين على موقع IMDb (الإنجليزية)